# Karl Wilmanns (Politiker)
Karl Gustav Heinrich Wilmanns (* 12. Februar 1835 in Lippstadt; † 7. November 1898 in Berlin) war ein Jurist und Reichstagsabgeordneter (Deutschkonservative Partei) und Begründer eines rassistisch motivierten Antisemitismus.

## Herkunft und Wirken
Karl Wilmanns stammte aus einer alten Bremer Gelehrtenfamilie. Er besuchte das Gymnasium Landesschule Pforta und studierte Rechtswissenschaften an der Universität in Berlin. Dort war er später Stadtrichter und nach 1871 Amtsgerichtsrat. Von 1871 bis 1874 war er Mitglied des Deutschen Reichstags für die Deutschkonservative Partei für den Wahlkreis Frankfurt 1 (Arnswalde-Friedeberg).
Wilmanns war neben Franz Perrot einer derjenigen deutschen Parlamentarier, die den ökonomisch motivierten rassistischen Antisemitismus in Deutschland begründeten. In seiner Broschüre Die „goldene“ Internationale und die Nothwendigkeit einer socialen Reformpartei, einer Programmschrift für die Vereinigung der Steuer- und Wirtschaftsreformer, machte er die These populär, die das Finanzwesen angeblich dominierenden reichen Juden würden eine „goldene Internationale“ bilden, die nicht weniger gefährlich sei, als die „schwarze Internationale“ der Katholiken oder die „rote“ der Sozialisten. Damit knüpfte Willmanns an die antisemitischen Verschwörungsphantasien von Hermann Goedsche und Osman Bey an, die der jüdischen Weltverschwörung, an die sie glaubten, das Bankenwesen und die Presse als wichtigste Machtressourcen angedichtet hatten. Zu Beweis präsentierte er eine Liste der in Banken und Zeitungen führenden Juden, die er mithilfe des Allgemeinen Wohnungs-Anzeigers, des Wohn- und Geschäftsverzeichnis von Berlin, erstellt hatte. Zudem verwies auf Kommerzialisierungs- und Konzentrationsprozesse des Pressewesens, die im letzten Drittel des 19. Jahrhunderts eingesetzt hatten. Auch an ihnen seien die Juden schuld, namentlich nannte er den Bankier Gerson von Bleichröder.
Mit dieser Schrift hatte Wilmanns das erste Programm einer antisemitischen Partei entworfen Wilmanns gehörte auch zu den Unterzeichnern der sogenannten Antisemitenpetition mit der einflussreiche Gelehrte und Politiker in den Jahren 1880 bis 1881 dazu aufforderten, die seit 1869 geltende rechtliche Emanzipation der Juden rückgängig zu machen, um die nach ihrer Ansicht von jüdischer Fremdherrschaft bestimmte deutsche Nation zu befreien. Außerdem drangen sie auf die Erschwerung der jüdischen Einwanderung, sowie den Ausschluss von Juden aus Ämtern als Richter, Lehrer und anderen Beamtenstellen.
Wilmanns hat auch mehrere rechtswissenschaftliche Arbeiten zum Bankenwesen sowie zum Handels- und Schuldenrecht veröffentlicht.

## Familie
Karl Wilmanns Vater Franz Wilmanns war Baurat im preußischen Staatsdienst und hatte zeitweise unter Karl Friedrich Schinkel gearbeitet. Der Germanist Wilhelm Wilmanns und der Althistoriker Gustav Heinrich Wilmanns waren seine Brüder. Der Psychiater Karl Wilmanns und der Chemiker Gustav Wilmanns waren Söhne seines Bruders Franz Rudolph Florenz. Der Sohn seines Bruders Hilmar Franz Günther war der Historiker und Geschichtsdidaktiker Ernst Wilmanns. Karl Wilmanns war nicht verheiratet.

## Schriften
- Wilmanns, Carl: Zur Reform der Hypotheken- und Subhastations-Gesetzgebung. Beiträge zur Erläuterung des preußischen Rechts, des Handels- und Wechselrechts durch Theorie und Praxis. Jg. 13, S. 313–316. Guttentag Berlin 1868. dlib-zs.mpier.mpg.de (PDF; 1,6 MB)
- Wilmanns, Carl: Die Credit-Noth der Grundbesitzer und deren Abhülfe durch eine Norddeutsche Bundes-Hypotheken-Bank. 110 S. 1868. Guttentag Berlin e-pup
- Wilmanns, Carl: Zur Reform der deutschen Banken. 56 S. 1872. Vahlen Berlin
- Wilmanns, Carl: Die „goldene“ Internationale und die Nothwendigkeit einer socialen Reformpartei. 5., zum Theil veränderte Aufl. Volksausgabe. 100 S. 1876. Niendorf Berlin.
- Wilmanns, Carl: Formularbuch zu dem Gesetz, betreffend die Zwangsvollstreckung in das unbewegliche Vermögen : vom 13. Juli 1883 ; auf amtliche Veranlassung herausgegeben. 32 S. 1883 Berlin.